# 大原麗子
大原 麗子（おおはら れいこ、1946年〈昭和21年〉11月13日 - 2009年〈平成21年〉8月3日）は、日本の女優。本名、飯塚 麗子（いいづか れいこ）。端正な顔立ちと鼻にかかった甘い声で独特の存在感を放ち、テレビを中心に活躍した。

## 来歴

### 生い立ち - 女優へ
老舗和菓子屋の経営者を父として、東京都文京区で誕生。潤徳女子中学校、北豊島高等学校卒業。
俳優になろうと決意したのは高校生の時。それまではスチュワーデスかアナウンサー、観光バスのガイドをやりたいなと思っていた。六本木野獣会に属し、大野伴睦の長男で東京放映の社長である大野直にスカウトされ、18歳のとき芸能界入り。中尾ミエ主演の東宝映画『夢で逢いましょ』（1962年）にも端役で出演していたが、1964年（昭和39年）、テレビドラマ『幸福試験』（NHK）の出演で本格デビューし、翌1965年（昭和40年）、東映へ入社。佐久間良子主演の『孤独の賭け』で初めて本格的な映画に出演。同時期入社の城野ゆきと共に、東映東京の一押し新人女優として売り出され、1966年（昭和41年）高倉健主演のゴールデンウイーク映画『網走番外地 荒野の対決』で人気が出始めたことから、梅宮辰夫・緑魔子コンビによる「夜の青春シリーズ」第7作『赤い夜光虫』で男優一押し新人・谷隼人とコンビで準主役に格上げされた。その後も「夜の青春シリーズ」をはじめ、高倉健の『網走番外地』シリーズ、千葉真一主演作品での助演等、数々の映画に出演し、東映の看板女優の一人だったが、この時期の東映は"不良性感度映画"を推進していたため、大原の役は酒場のホステスやパンスケ役が多かった。他社出演した『ドリフターズですよ! 前進前進また前進』（東宝）でもお色気担当だった。1971年に東映との契約切れを機に渡辺プロダクションに移籍。ただ、1972年2月14日に東京プリンスホテルであった渡瀬恒彦との婚約発表を伝える『スポーツニッポン』1972年2月15日の記事に「東映の渡瀬恒彦と同じく東映女優の大原麗子」と書かれており、同席した岡田茂東映社長が「二人とも我が社の看板スターです。今後ともよろしく」と報道陣に話した。
以降テレビドラマを中心に一転して「しっとりとした日本的美人像」を演じ、映画『おはん』の魔性の女などさまざまな役を演じ分け、独特の存在感を発揮した。
その演技力を買われて主演した橋田壽賀子脚本の『春日局』では大河ドラマ歴代3位となる平均視聴率32.4%（ビデオリサーチ、関東地区調べ）を叩きだした。橋田をはじめ、石井ふく子からも演技力を高く評価されていた。
東映を退社してからの所属芸能事務所は長年「オフィス・アール」であったが、晩年には「ワンポイント」に属していた。
映画『男はつらいよ』シリーズでは、マドンナ役を2度務めた。

### バラエティ番組・テレビCMへの出演
バラエティ番組への出演はさほど多くなかったものの、1994年（平成6年）5月19日放映の『ダウンタウンDX』（よみうりテレビ）では、本人たっての希望で、うさぎの着ぐるみを着たり、禿げかつらをつけてコントをしたり、さらに番組内の一コーナー「ダウンタウンの社会見学」ではセーラー服姿でダウンタウンの2人に同行した。
1996年4月15日にフジテレビ系列で放送がスタートしたバラエティ番組『SMAP×SMAP』の名物コーナー「BISTRO SMAP」の第1回のゲストが大原であり、大原の死去から1週間後の2009年8月10日に、大原への追悼の意を込めて同回が再放送された。この時の映像は、のちに番組内でも幾度となく紹介された。
テレビCMへの出演も多く、とりわけ、和服姿でぷっと頬を膨らませ、かすれた声で甘えるように「すこし愛して、ながーく愛して」という台詞で知られる、サントリーレッドのCMは、その言葉どおり多くの人に長く愛され、1980年（昭和55年）から1990年（平成2年）まで放送された。最初はお酒のCMに抵抗があって出演オファーを断ったが、サントリーと博報堂の藤井達朗から「大原麗子で短編映画を作りましょう」などと熱心に口説かれ、「それなら演出は市川崑さんにして下さい」と大原から頼んだ。でき上がったCMを見て市川監督の映像マジックにビックリしたという。
東映で同期ながら年下である小川知子の歌手としての成功に刺激を受け、自身も数枚のレコードをリリースしたが、歌手としては小川ほどの成功は収められなかった。自身でも「歌はヘタなの」と述べている。明石家さんまや清水ミチコによく声真似をされた。

### 病歴

#### ギラン・バレー症候群
1975年に神経疾患であるギラン・バレー症候群を発症。1999年11月から翌年にかけてギラン・バレー症候群が再発したとして芸能活動を休止した。その後、休止中にギラン・バレー症候群の主治医が亡くなった。
2008年11月には足元がふらついて自宅で転倒、右手首の骨折と膝の打撲という重傷を負った。この転倒は、同症候群の影響で身体のバランスを崩したものとされていたが、同じくギラン・バレー症候群を患った演出家の鴨下信一や専門医はこの病が再発することは滅多にないとして再発に懐疑的であり、大原の実弟も再発は姉の思い込みだったのではないかと否定的である。

#### その他手術と活動休止
さかのぼって47歳の時には乳がん手術を受けた。
1999年に左目の二重まぶたの整形手術をしたが手術は失敗し、まぶたが腫れ上がってしまったため、主演が決まっていた映画『天城越え』（第2作）を降板した。その後、再手術をして可能な限り元に戻したが、自宅に引きこもるようになった。同年11月、ギラン・バレー症候群が再発したこともあり、芸能活動を休止した。
大原の死後、弟・政光がテレビ番組で、「姉は左目のまぶたが一重で、メイクのとき自分で二重まぶたにしていた」と告白した。

### 晩年の生活
活動休止中も現場復帰に向けて、自宅でリハビリと筋力トレーニングに励んでいたという。
晩年は母親の介護や自身の病気療養もあって、公の場に姿を見せる機会はめっきり減っていったが、俳優仲間にはたびたび電話をかけ、ドラマを観た感想などを語っていたという。
2008年末に「しっかり病気を治して、容姿も心も完全に女優に変身して復帰したい。いえ、必ず復帰するわ。そうね復帰はどんな形がいいかしら。やっぱりテレビドラマよね。山田太一先生が脚本を書いてくれると嬉しいんだけどな。それまでは､たとえ目の前に1億円積まれてもお断り。だって大切なファンを裏切ってしまうことになるでしょうから」と語った。

### 死去
2009年8月6日、連絡が取れず不審に思って警察に通報していた実弟らによって、自宅で死亡しているのが発見された。62歳だった。行政解剖の結果、死亡推定日時は同年8月3日。死因は不整脈による脳内出血であると診断された。
8月23日、東京の青山葬儀所で「お別れの会」が開かれ、森光子、石井ふく子、浅丘ルリ子らが発起人となり、元夫である渡瀬恒彦や森進一のほか、八千草薫、池内淳子、徳光和夫、加藤和也、堺正章、井上順、松原智恵子、音無美紀子、浅野ゆう子、中村雅俊らが参列。大原が実の姉のように慕っていた浅丘は弔辞を述べ、「浅丘が骨折した大原を見舞いに訪れると、大原が早く会いに来てほしかったと抱きついて怒りながら号泣していたこと」を明かした。
また高倉健は、参列こそしなかったものの、11月に墓参に訪れ墓所を掃除し、30分以上故人に語りかけていたことが2010年8月に報じられた。その後も親族に定期的に線香を贈り、墓参を継続していたという。墓所は世田谷区の妙壽寺。戒名は「花香院麗風妙舞大姉」。
2011年7月、前田忠明著・大原政光監修のノンフィクション『大原麗子 炎のように』が出版された。

### 大原への追悼
かつて映画で共演した夏木陽介は、「話し相手になってあげればよかった…」と追悼のコメントを寄せた。
『レイコの歯医者さん』『徳川慶喜』などで組んだ脚本家の田向正健は、死去に際して、「ユニークで、年齢というものをあまり感じない人だった。（…）最近はいわゆる俳優というものが日常のドラマからいなくなっている。日本を代表する女優の一人がまた消えたかという感じがする」とのコメントを出した。

## 人物
- 身長157 cm、B80 cm、W56 cm、H83 cm（1975年5月）[43]。

### 幼少時代・家族
- 父（1903〜93）は、東京・文京区の実家で老舗の和菓子屋「田月堂」を経営していた。
- 母・俊子（1917〜2012）
生涯を通じて麗子の心の支えだった。麗子が女優を目指したきっかけは、母に恩返しをして楽をさせたかったため。2人でよく旅行に行った。麗子は晩年まで母親のことを気にかけていた[35]森進一との離婚後、父親を憎み、大原姓に戻りたくなかった麗子は、家庭裁判所を通じ、母方の飯塚姓にした｡[44]。
- 弟・大原政光（1949〜）
3歳年下。獨協大学卒業後、住友銀行に入社。その後三井銀行と合併して三井住友銀行となった後に同行を定年退職後、麗子の個人事務所の社長となる[35]。それ以前より麗子のドライバーなどもしており、公私ともに麗子をもっともよく知る人物の一人。

弟が生まれると母の愛情を独り占めしたい大原は、母の母乳を吸い始めた。母は止めさせるために乳首に唐辛子を塗ったが、それでも我慢して吸い続けた。子供の頃、ケンカが強くて男みたいで、頼りがいがあったという。
幼い頃から父から暴力をふるわれ、父に殴られて鼻の骨の右側がやや盛り上がった。大原は女優になったあと、そこが目立たないように写真の撮られ方を気にしていた。8歳（小学2年生）の時に父の浮気が原因で両親が離婚し、自身は母に引き取られ、弟は父に引き取られた。
両親の離婚後、東京・赤羽にある母の実家に母と戻った大原だったが、その後も自身は父と弟の住む家を毎週のように訪ねていた。一方、弟も大原と母の住む家を訪れ、弟が帰る時は3人で泣いていたという。大原は父子家庭だった弟とは異なり、母子家庭で育ったため生活は豊かではなかったが、母は大原に愛情を注ぎ、バレエ教室に通わせた。

### 脚本や演出へのこだわり
研究熱心な“演技の虫”であり、台本のセリフを自分なりに書き換えたりしていた。そのため脚本家や演出家と口論することがしばしばあり、それが原因で関係者に敬遠されて仕事のオファーがなくなったこともある。
NHK大河ドラマ『春日局』に主演したとき、春日局が臨終間際の徳川秀忠の正室、お江与と語り合うシーンで、橋田壽賀子作の脚本にはなかった「女（おなご）は強うございますから」というセリフを書き加えさせた。(大河ドラマ春日局・第37回「先立つ妻に」)
売れていき地位が上がるにつれ、映画やドラマのスタッフに対して脚本と演出の注文を付けるようになり、それが年を重ねるごとにエスカレートしたという。それが原因となり、一時はどこからも出演オファーがなかった。
死後、遺品の中には多くの台本があり、台本には場面ごとに細かく立ち位置がメモされ、セリフも自分なりに変更されていた。弟・政光は、「姉の夢は、監督・脚本から主演までをこなすことだったと思います」と述べている。また弟によれば、1998年に大河ドラマ『徳川慶喜』でナレーションに挑戦した後、宮﨑駿監督から声優のオファーを貰うも、「ごめんなさい。私は女優であって、声優ではありません。せっかくのお話ですが、お断りします」と返事をしたという。「自分はあくまで女優として生きたい」という信念があったからだという。

### 交友関係

#### 高倉健とのエピソード
1965年に18歳で高倉健主演の映画『網走番外地』シリーズで初共演をして以来、高倉を尊敬する兄として慕っていた。
『網走番外地 北海編』（1965年）など多くの作品で高倉健と共演している。
1986年に自宅を新築した時、高倉から新しい電話番号をプレゼントされ、電話番号の末尾4桁は「0015（レイコ）」となっていた。
高倉から万年筆をプレゼントされ、その万年筆には「0」から始まるシリアル番号が刻印されていた。「0」は高倉が所持していて、「1」は大原に贈られた。大原は「健さんに1番に選ばれた」と言ってとても喜んでいた。
1992年にNHKのテレビドラマ『チロルの挽歌』で主演・高倉健の妻役（ヒロイン）として高倉と共演。ギャラクシー賞奨励賞を受賞。大原はこの作品を「生涯の代表作」と自負していた。
後年大原が亡くなった日、大原の寝室のDVDプレイヤーの中には、高倉と共演したテレビドラマ『チロルの挽歌』のDVDが入っていた。また大原の遺品の中から、高倉の記事だけをまとめたスクラップが発見された。そのスクラップには大きな文字で「好きです。尊敬しています」と書かれていた。

#### 渡瀬・森との2度の夫婦生活
1970年（昭和45年）6月公開の『三匹の牝蜂』で初共演した俳優・渡瀬恒彦とすぐに意気投合し、1973年（昭和48年）9月に渡瀬と結婚したが、5年後の1978年（昭和53年）2月13日に離婚。1980年（昭和55年）6月には、歌手・森進一と再婚したが、1984年（昭和59年）に破局に至った。森との結婚生活については離婚会見で「家庭に男が2人いた」と振り返った。渡瀬、森のいずれとの間にも子供はいない（元夫は両者とも大原との離婚後、再婚相手との間に子供をもうけている）。
渡瀬と結婚していた頃、渡瀬の子供を身籠ったが、子宮外妊娠だったため胎児が死亡した。渡瀬と離婚したあとも、渡瀬のことが好きだったという。渡瀬との離婚の原因については、大原ははっきりとしたことを言っていない。
森と結婚していた頃、子供を欲しがっていた森に大原の弟・政光が「離婚して他の女性と子供を作ってください」と頼み、約一年後、森は大原との離婚を決意したという。なお、2019年に政光は、大原が結婚から2年たって森の子供を身籠ったが、仕事を優先させて堕胎したと告白した。
大原の死去後のお別れ会には森と渡瀬の元夫2人も出席した。
最後のテレビドラマ出演は、かつての夫である渡瀬との共演で、2004年の「十津川警部シリーズ」『東北新幹線「はやて」殺人事件』であった。

#### その他の仲の良い芸能人
森光子、浅丘ルリ子（姉と慕っていた）。晩年は自宅療養中の孤独を癒すために、昼夜を問わず友人に長電話をかけており、大原の「お別れの会」では森は弔辞の中で「あなたは時間に関係なく真夜中でも電話をかけてきましたね」と述べた。同じく浅丘も弔辞の中で、「大原からの一方的な長電話に苦しめられた」と述べた。
森や浅丘と親交があった美空ひばりにはデビュー当時から公私共に妹のように可愛がられていて互いに「麗子」「お姉さん」と呼び合っていた。
鹿沼絵里とは、ドラマで共演してから仲良くなり、鹿沼の結婚式では大原麗子・森進一夫妻が媒酌人をした。親友であり、大原からマネージャーになってほしいと頼まれたこともある。
1999年の活動休止後も以前から親交のあった橋田壽賀子や弟のように可愛がられた山下真司とは不定期ながらも連絡を取り合っていたという。山下は大原が逝去直後に号泣しながら各マスコミのインタビューに応じている。
大谷直子とも仲がよかった。

### 「孤独死」との報道への反論
大原のデビュー当時からのマネージャーで公私ともに親しく、1999年から5か月の間、大原と同居し、死の前年の2008年まで親しく連絡を取り合っていた佐藤嘉余子は、大原の死去をあらわす際に「孤独死」という言葉がメディアで使われていることに疑問を呈し、『離婚を繰り返して、仲の良かった人々も離れていき、1人寂しく死んだと』いう見方について異なる見解を述べて反論している。
佐藤によると、大原が亡くなる6年ほど前に同居していた際に、大原の衣裳部屋の壁にスペイン人詩人であるサン・ファン・デ・ラ・クルス（十字架のヨハネ）の『孤独な鳥の、5つの条件』という詩が貼ってあり、大原はその詩を彼女は毎日眺めていたという。
佐藤によると、この詩は大原の生き様そのもので、大原が亡くなる2年ほど前から、大原は「カヨさん、私は死ぬときにはスーッと消えて、そのままいなくなりたい」と言うようになっており、大原は「孤独に追い込まれたのでなく、自ら『孤高』を選んだ」という見解を示している。
佐藤は、大原が亡くなる前年の11月大原が自宅で転倒したころから、急に連絡が途絶えたが、大原の死の直後、大原の自宅の冷蔵庫を開けるとお中元で送られてきたスイカの切れ端が2個半だけ残っており、それを見た際に、佐藤は寂しさや悲しさを感じる一方で、「ああ、麗子さんは天寿を全うしたんだな」とも思ったともいう。そして、「体力の限界を悟って、『スーッと消えていく』という願いを本当に実行しようとしていた。だから冷蔵庫の中に、もらいもののスイカ以外に自分で用意したような食料がなかったのだと思います。『孤高』を求めた麗子さんらしい旅立ちでした」と語っている。
演出家のテリー伊藤は「日本で“小悪魔”が最も似合う女優。マスコミは孤独死って書いてるけど、彼女の実績をみてほしい」、「いくつになっても小悪魔というのは、加賀まりこと大原さんの2人だけです」と大原の実績を強調し、孤独死との見方に反論している。
また、かとうかず子も「変な言い方ですが、とても女優さんらしい亡くなりかた」とし、さかもと未明は「森進一さんとの離婚で『男が2人いた』というのを (自分は子供ながらも) 仕事をするとはこういうことなんだなと感じた。輝いて大輪の花を咲かせて生ききった方だと思う」と大原を讃えている。
ケラリーノ・サンドロヴィッチも自身のブログで「20代後半に難病指定のギランバレエ症候郡〔ママ〕に侵されて以来、表には出さなかったが、常に死を意識していただろう大原さんの、30代の頃のいくつかのインタビューを見ると、彼女がとっくに覚悟を決めていたことがわかる」とし、森進一との離婚以来「30年近く独り身を通したことからも、大原さんの、『ひとりで』女優という生き方をまっとうし病気と闘う生き方への美学が伝わってくるし、それは大原さん自身の選択だ」、「すべてを達成して満足の果てに死んでゆく人間なぞ滅多にいないのだとすれば、大原麗子さんの生き様は素晴らしかったに違いなく、あの最期は「理想的｣とは言わないまでも、決して彼女にとって悲しむべき終わりではなかった」と思う、としている。
大原自身も自らの仕事への姿勢について、男はつらいよシリーズの出演作『男はつらいよ 寅次郎真実一路』の会見で「最近は遺作だなと思ってやってるの。いつ死んでもいいと。自分らしく自由に生きたい。仕事は限界のない自己闘争。心も体も自由に」と述べていた。

### 世田谷区の自宅について
森進一と離婚した2年後の1986年、世田谷区岡本3丁目に150坪・床面積260平方メートル・3億円の豪邸を建て、68歳の母と一緒に暮らし始めた。この地に家を建てたのは、憧れの人物・高倉健の自宅に近かったからとのこと。子供の頃苦労して育ったため、働いて立派な家を建てることは長年の夢だったという。
仕事が少なくなったため住んでいた世田谷区の豪邸の維持費（固定資産税・年間89万円、光熱費・毎月数万円など）に苦しんだ大原は、貴金属を売って維持費をつくるようになった。
2009年3月頃、長年同居してきた介護が必要な91歳の母を介護施設に預け、一人暮らしを始めた。大原は自宅を売却してマンションへ引っ越すことを考えていたが、高額であるためなかなか買い手がみつからなかった。
大原が亡くなった後の2015年10月、弟が管理していた大原の豪邸が2億5千万円で売却された。高額であるため、大原の死後6年間買い手がなかった物件だった。売却された豪邸は2019年現在取り壊され、別の建物が建っている。

### その他
麻雀好きで、徹夜で打つこともあった。
子供に恵まれなかったため弟の息子（甥）をとても可愛がり、甥が書いた絵を額に入れて飾っていた。甥と月に一、二回は一緒に食事をしていた。

## 出演

### テレビドラマ
- 幸福試験 （1964年 - 1965年、NHK総合）
- 青春ホームドラマ / チコといっしょに （1965年、NTV）
- 弁慶 （1965年10月 - 1966年3月、NTV）
- 素浪人 月影兵庫 第1シリーズ 第12話「赤い渦が捲いていた」（1966年、NET・東映） - お里 役
- 刑事さん 第1シリーズ 第4話「羽田発五一七便」（1967年、NET・東映）
- とく妻さん （1967年、NTV・東映）
- こりゃまた結構 （1967年、TBS）
- 銭形平次 （CX・東映）
  - 第81話「質札の娘」（1967年） - おみね 役
  - 第192話「春の風来坊」（1970年） - お峰 役
- 平四郎危機一発  第12話（1967年、TBS）
- 日産スター劇場 (NTV)
  - 除夜の鐘よバラ色に鳴れ （1967年12月30日）
  - おじゃまさま 第3話 （1968年）
- 愛妻くんこんばんは 第14回「分割払いの愛」（1968年1月7日、TBS・日活）
- 大河ドラマ (NHK総合)
  - 竜馬がゆく （1968年） - 喜勢 役
  - 勝海舟 （1974年） - 梶久 役
  - 獅子の時代 （1980年） - もん 役
  - 山河燃ゆ （1984年） - 三島典子 役
  - 春日局 （1989年） - おふく 役
  - 徳川慶喜 （1998年） - れん（ナレーション兼任）
- 泣いてたまるか 第71話「ひとりで乾杯!」（1968年1月28日、TBS・国際放映）
- ナショナル劇場（TBS）
  - 顎十郎捕物帳 （1968年） - 森川花世 役
  - S・Hは恋のイニシァル （1969年）
- あひるヶ丘77 （1968年、CX・東映）
- 連続カラーテレビ映画 / 泥棒育ちドロボーイ 第5・10 - 13話 （1968年、NTV）
- ポーラテレビ小説 / 三人の母 （1968年 - 1969年、TBS） - 弓子 役
- 五人の野武士 第15話「剣豪 故郷へ行く」（1969年、NTV・三船プロ） - おのぶ 役
- 守ルモ攻メルモ （1969年、TBS）
- 仇討ち 第20話「夫婦剣法」（1969年2月12日、TBS・東京映画）
- あゝ忠臣蔵 （1969年、KTV・東映） - 俵星玄蕃の妹・しの 役
- なんでも引きうけ候 第12話（1969年、MBS）
- ごちそうさん （1969年、KTV） - 主演・古谷マキ 役
- 鞍馬天狗 （1969年、NHK総合）
- 大坂城の女 （1970年、KTV・東映） - 秀吉の側室・香の前 役
- 独身のスキャット （1970年、TBS・円谷プロ） - あやめ 役
- 青春太閤記 いまにみておれ! （1970年、NTV・歌舞伎座テレビ室） - ねね 役
- 大岡越前（TBS・C.A.L.）
  - 第1部
    - 第7話「濡れぎぬ」（1970年） - おるい 役
    - 第24話「蛇の目傘の女」（1970年） - おみの 役
- 水戸黄門第2部（TBS・C.A.L.）
  - 第14話「女将棋師 -天童-」（1970年） - おきく 役
  - 第27話〜第32話 （1971年） - 弥生 役
- 時間ですよ（TBS）
  - 第1シリーズ （1970年） - 第21話
  - 第2シリーズ （1971年） - 「新宿十二社の芸者・金太郎」(第52回)
- 銀河ドラマ / 大風呂敷 （1970年、NHK総合）
- 二人の刑事 第3話 （1970年、TBS）
- 恋愛術入門 （TBS・国際放映）
  - 第12回「イチ・タス・イチは?」（1971年1月10日） - 佐伯マリ 役
  - 第20回「男の賭けは高くつく」（1971年3月7日）- 清川マリ 役
- 人間の歌シリーズ（TBS）
  - 冬の雲 （1971年） - 京子 役
  - 地の果てまで （1972年） - 笙子 役
- 徳川おんな絵巻 （1971年、KTV・東映）
  - 第17話「十八年目の浮気」
  - 第18話「女上位の天国」
- 親ばか子ばか （1971年、TBS）
- オレンジの季節 （1971年、CX）
- てるてる坊主 （1971年、CX）
- ナショナルゴールデン劇場（NET）
  - 人生劇場 （1971年）
  - 新・だいこんの花 （1972年）
  - にんじんの詩 （1972年）
  - 黄色いトマト （1973年）
- おらんだ左近事件帖 第3話「尼になった姉妹」（1971年、CX・東宝）
- 江戸巷談 花の日本橋 第5・6回「男一匹・一心太助」（1971年、KTV・東映）
- 十手野郎捕物控 第6話「鈴が鳴った」（1971年、TBS）
- 24時間の男 （1972年、TBS・大映テレビ） - 京子 役
- グランド劇場 (NTV)
  - 3丁目4番地 （1972年）
  - 女三代婿えらび （1972年）
  - 娘たちの設計 （1972年12月20日）
  - この母この子 （1973年2月10日）
  - 湯けむり坂 （1973年）
  - さよなら・今日は （1973年） - 伊藤冬子 役
  - となりのとなり （1974年 - 1975年） - 桜井しずか 役
- 銀河ドラマ / 家族会議 （1972年、NHK総合）
- 鉄道100年 / 大いなる旅路 （1972年、NTV・バリアンツ） - 特急はと号の給仕係・和枝 役
- 忍法かげろう斬り 第7話「辻斬り将軍」（1972年、KTV・東映） - お楽の方 役
- 隼人が来る 第2話「花吹雪抜刀流」（1972年、CX・東映）
- 地獄の辰捕物控 （1972年 - 1973年、NET・東映） - お玉 役
- 眠狂四郎 第2話「女怨に剣が哭いた」（1972年、KTV・東映） - 綾乃 役
- 赤ひげ 第3話「野菊」（1972年、NHK） - なか 役
- 長谷川伸シリーズ / 町のいれずみ者 （1972年11月1日、NET・東映） - おきち 役
- 月曜スター劇場 / 冬物語 （1972年 - 1973年、NTV） - 谷沢順子 役
- 大江戸捜査網 第90話「大暴れ! 娘スリ」（1972年、12ch） - お市 役
- 木枯し紋次郎 第2シリーズ 第3話「水車は夕映えに軋んだ」（1972年、CX） - お縫 役
- 月とスッポン （1972年12月21日、NTV）
- ポーラ名作劇場 (NET)
  - 出雲の阿国 （1973年） - きく 役
  - 忍ぶ橋（1975年） - 中桐晶子 役
  - 絣の花 （1976年） - 奈美恵 役
- ご存知時代劇 / 荒木又右衛門 （1973年1月25日、NET） - おみね 役
- 子連れ狼 第1シリーズ 第13話「お千代舟」（1973年、NTV）
- ファミリー・ロマン / まごころ （1973年、TBS・大映テレビ）
- 木曽街道いそぎ旅 第4話「信濃追分で逢った女」（1973年、CX・C.A.L.） - おさよ 役
- 夫婦日記 第5回「刑事さん、つかまえて!」（1973年、NTV・国際放映）
- 太陽にほえろ! 第51話「危険を盗んだ女」（1973年、NTV） - 原田京子 役
- 雑居時代 （1973年 - 1974年、NTV） - 栗山夏代 役
- まごころ　（1973年、TBS/大映テレビ） - 竹脇無我の妻（小杉厚子-田沢厚子）役
- 東芝日曜劇場 (TBS)
  - 第878回 秋のふたり （1973年10月7日）
  - 第975回 吾は海の子 （1975年8月14日、MBS）
  - 第1040回 ひとり （1976年11月14日、HBC） - 大谷洋子 役
  - 第1074回 ふたりの愛 （1977年7月10日）
  - 第1096回 証明 （1977年12月11日） - 高木久美子 役
  - 第1144回 こぎとゆかり （1978年11月12日、CBC） - ゆかり 役 ※文化庁芸術祭優秀賞受賞
  - 第1190回 藍色の街 （1979年9月30日）
  - 第1200回 1200回記念番組 / 女たちの忠臣蔵 いのち燃ゆる時 （1979年12月9日） - 深雪太夫 役
  - 第1210回 見合い結婚 （1980年2月17日）
  - 第1245回 見知らぬ夫 （1980年10月19日）
  - 第1256回 春のうららの物語 （1981年1月11日）
  - 第1290回 三代の嫁どの （1981年9月13日）
  - 第1296回 孤独のなかみ （1981年10月25日）
  - 第1307回 妻の寝顔 （1982年1月10日）
  - 第1351回 愛にゆれる灯 （1982年11月21日）
  - 第1361回 冬の置き土産 （1983年1月30日）
  - 第1414回 恋愛ゲーム （1984年2月12日）
  - 第1465回 変身 （1985年2月3日）
  - 第1500回 1500回記念 3時間ドラマ 花のこころ（1985年10月6日）
  - 第1511回 秘恋 （1985年12月22日）
  - 第1551回 ちきしょう （1986年9月28日）
  - 第1580回 小ざくらも桜です （1987年4月19日）
  - 第1597回 花言葉はヒミツ （1987年8月16日、CBC）
  - 第1643回 空き部屋 （1988年7月3日）
  - 第1668回 愛のいろ （1988年12月25日）
  - 第1718回 男を金にする女 （1990年1月7日） - 夜鷹のおとせ 役
  - 第1736回 弓代と規子 （1990年5月20日） - 弓代 役
  - 第1780回 囚われて （1991年4月7日）
  - 第1814回 それからの冬 （1991年12月1日）
  - 第1845回 残り香 （1992年7月19日）
  - 第1875回 三十ふり袖 （1993年3月14日）
- 幡随院長兵衛お待ちなせえ （1974年、NET・東宝・俳優座映画放送） - おきん 役
- 火曜劇場 / 愛の山河 （1974年、NTV） - 主演・立川南美江 役
- 金曜ドラマ / 裏切りの明日 （1975年、TBS） - 佳代 役
- かげろうの家 （1976年、NTV） - 高林和子 役
- 気まぐれ天使  第1〜13話 （1976年、NTV） - 大隅妙子 役
- 前略おふくろ様 第2シリーズ （1976年、NTV） - 大原麗子（本人役）
- 悲曲 禁じられた愛 （1977年、YTV） - 佐伯遙子 役
- 乱塾時代 － 子育て合戦 （1977年、TBS）
- あにき （1977年、TBS） - 神山かい 役
- 土曜ワイド劇場 (ANB)
  - 危険な童話 私は殺さない… （1977年10月22日）
  - さそり座の女（1978年6月10日）
- いのちの絶唱 （1978年、NTV）
- 愛がわたしを（1978年、TBS）
- 火の航跡 （1978年、CX）
- TBS特別企画 / 熱い嵐 （1979年2月26日、TBS）
- 愛と死の絶唱 （1979年、NTV） - 草丘冴子 役
- 聖女房 （1979年、YTV）
- たとえば、愛 （1979年、TBS） - 九条冬子 役
- 離婚ともだち （1980年、TBS） - 櫟夏子 役
- 夜の傾斜 （1980年、ANB） - 麻生圭子 役
- 木曜ゴールデンドラマ (YTV)
  - 愛の旅路 明日なき恋に燃えた哀しき女の運命は （1981年2月12日）
  - 五瓣の椿 復讐に燃える女の怨念 （1981年4月2日）
  - 松本清張の喪失 （1983年2月17日） - 桑島あさ子 役
  - 殺して、あなた… （1985年4月18日）
  - 明日をください （1987年3月26日）
  - 喜劇 ああ未亡人 （1988年4月14日）
  - 塀の外で待つ女 （1988年11月3日）
- 24時間テレビ 「愛は地球を救う」 / 障害福祉ドラマ いのち・ひとつ （1981年8月22日、NTV）
- タクシー・サンバ 第2話「愛のかたち」（1981年10月24日、NHK総合） - 高沢京子 役
- 火曜サスペンス劇場（NTV）
  - 女の中にいる他人 （1981年11月3日）
  - 黒いドレスの女 （1985年1月1日、渡辺企画）
  - 殺意に抱かれて （1992年4月7日、東北新社）
- ポーツマスの旗 （1981年、NHK総合）
- 拳骨にくちづけ （1981年、TBS）
- 土曜ドラマ（NHK総合）
  - 横浜物語 （1982年） - 木村こずえ 役
  - わたしの名は女です （1983年） - 志賀暁子 役
  - チロルの挽歌 （1992年） - 主演・立石志津江（高倉健とW主演）
  - もうひとつの家族 （1995年）[53]
  - 秋の選択 （1996年11月26日）
- さりげなく憎いやつ （1982年、TBS） - 有田美香 役
- コカコーラスペシャル 女ともだち —誰のものでもない私の人生— （1982年3月29日、TBS）
- おはよう24時間 （1982年、TBS） - 綾部文美 役
- 擬装結婚 （1983年、MBS） - 小早川良美 役
- 西武スペシャル / 離婚・ぼくんちの場合 （1983年5月20日、TBS）
- 日立テレビシティ / 決定版! 蒲田行進曲 前編・後編（1983年6月22日・6月29日、TBS） - 小夏 役
- 序の舞・新春ドラマスペシャル （1984年1月2日、ANB）
- くれない族の反乱 （1984年、TBS） - 中野和子 役
- 優しい関係 （1984年、TBS）
- のン姉ちゃん・200W （1985年、NTV） - 秋葉紀子 役
- ドラマ人間模様 / 樋口一葉〜われは女成りけるものを… （1985年、NHK総合） - 主演・樋口夏子 役
- 新春ドラマスペシャル / はらはらと雪月花 京都三姉妹大事件 （1986年1月3日、TBS）
- カネボウヒューマンスペシャル6 / 脳死をこえて （1986年2月11日、NTV）
- となりの女 （1986年、TBS） - 渡辺麻子 役
- セゾンスペシャル特別企画2時間ドラマ / 雨の降る駅（1986年6月6日、TBS）
- 水曜ドラマスペシャル / 姐さんたちのララバイ （1986年10月8日、TBS）
- 親子万才 （1987年、TBS）
- 月曜サスペンスシリーズ（KTV）
  - 女優競演サスペンス / 優しみの罠（1987年9月7日、ジェイミック） - 主演
  - 直木賞作家サスペンス / 夜の探偵 （1990年1月8日） - 主演・探偵 役
  - 現代推理サスペンス / 二重生活（1991年1月7日） - 主演
- ザ ドラマチックナイト / 女医・若宮由紀の犯罪 もしも、あなたがエイズだったら… （1987年10月9日、CX）
- みんなマドンナ （1987年、MTV）
- 年末時代劇スペシャル / 忠臣蔵 女たち愛 雪の章・華の章（1987年、TBS）
- スーパースペシャル 立体ドラマ5時間 / 1987年の大晦日「蒸発」（1987年、CX）
- 妻たちの鹿鳴館 （1988年10月8日、TBS）
- 男と女のミステリー（CX）
  - くねり坂 （1988年10月14日）
  - Vの悲劇 残された香水の記憶に秘められた疑惑 （1990年4月13日）
- 土曜ドラマスペシャル 逃げて逃げて… （1988年12月10日、TBS）
- 女はいつも涙する 代議士の妻たち （1988年、TBS） - 主演・清原律子 役
- 特別企画ドラマ / 閨閥（けいばつ）（1990年4月7日、TBS） - 元看護婦・槙子 役
- 大型時代劇スペシャル / 三姉妹 （1990年10月6日、TBS） - 次女・ゆき 役
- 浮浪雲 （1990年10月 - 1991年3月、TBS）
- 水曜グランドロマン / 小春日和 女流作家と女子大生の奇妙な日々を彩る奇人達 （1990年10月17日、NTV） - 主演・小説家ちえこ 役
- 正月ドラマスペシャル / 大石内蔵助 冬の決戦 （1991年1月1日、NHK）
- 金曜ドラマシアター / 女優たち（1991年12月20日、CX）
- 橋田壽賀子スペシャル / 源氏物語 上の巻・下の巻 光源氏第1部・第2部 （1991年12月27日・1992年1月3日、TBS） - 藤壺中宮・紫の上（二役）※TBS創立40周年記念番組
- ドラマシティ（YTV）
  - ドラマシティ'92 / 生きている心臓 （1992年4月30日） - 主演
  - ドラマシティ'93 / 愛よ眠らないで （1993年1月23日、FBS） - 主演
- 裸の木 （1992年11月23日、KTV） ※文化庁芸術作品賞受賞作品
- ドラマスペシャル / 最後の同窓会 （1993年4月4日、TBS）
- if もしも 第17回「人生ゲーム 残された2通の遺言状」（1993年9月2日、CX）
- 花王ファミリースペシャル / きっとしあわせ3 子離れ宣言 （1994年4月18日、KTV）
- 月曜ドラマスペシャル / 石井ふく子年末特別企画 忍ばずの女 （1994年12月26日、TBS）
- ドラマ新銀河 レイコの歯医者さん （1996年、NHK総合） - 小原レイコ 役
- ドラマスペシャル / 町 （1997年11月28日、CX）
- 春のドラマスペシャル / バカヤロー!2000 ニッポン人の怒りが爆発する!!「太るのは罪ですか?」（2000年3月27日、NTV） - 主演
- 素顔のときめき （2000年、NHK総合）
- 月曜ミステリー劇場 / 十津川警部シリーズ 東北新幹線「はやて」殺人事件 （2004年12月27日、TBS） - 藤川志津江 役 ※最後の出演作品[54]
- やすらぎの郷 （2017年） - 大道洋子 ※[注釈 6]

### 映画
- 孤独の賭け （1965年、東映） - 乾美香 役
- 可愛いあの娘 （1965年、東映） - ゆみ 役
- 夜の青春シリーズ
  - いろ（1965年、東映） - はつえ 役
  - ダニ （1965年、東映） - 幸子 役
  - かも （1965年、東映） - 村井ゆき 役
  - 夜の悪女（1965年、東映） - ひさ子 役
  - 夜の牝犬（1965年、東映） - むる 役
  - 赤い夜光虫（1966年、東映） - 板斎昌子 役
- 地獄の波止場 （1965年、東映） - ユキ 役
- 網走番外地シリーズ（東映）
  - 網走番外地 北海篇 （1965年） - 弓子 役
  - 網走番外地 荒野の対決 （1966年） - 路子 役
  - 網走番外地 南国の対決 （1966年） - 夏子 役
  - 網走番外地 大雪原の対決 （1966年） - 汐見千恵 役
  - 網走番外地 決斗零下30度 （1967年） - 路子 役
- 太陽に突っ走れ （1966年、東映） - 進藤さかえ 役
- 子守唄シリーズ （東映） - 照子 役
  - 浪曲子守唄 （1966年）
  - 続 浪曲子守唄 （1967年）
- 昭和最大の顔役 （1966年、東映） - 河井玲子 役
- 女犯破戒 （1966年、東映） - おころ 役
- 非行少女ヨーコ （1966年、東映） - アコ 役
- 男なんてなにさ （1966年、東映） - ミキ 役
- ボスは俺の拳銃で （1966年、東映） - 明美 役
- 北海遊侠伝 （1967年、東映） - 千恵 役
- 河内遊侠伝 （1967年、東映） - 杉本美世 役
- 喜劇 急行列車 （1967年、東映） - 遠藤洋子 役
- 柳ケ瀬ブルース （1967年、東映） - 矢頭裕子 役
- ドリフターズですよ! 前進前進また前進 （1967年、東宝） - ミッコ 役
- 尼寺㊙物語（1968年、東映） -  はな 役
- 続決着 （1968年、東映） - 佐和子 役
- あゝ予科練 （1968年、東映） - 川崎素子 役
- ㊙トルコ風呂 （1968年、東映） - 卵子 役 ※初主演作
- 不良番長 （1968年、東映） - お豊 役
- 大奥絵巻 （1968年、東映） - お町 役
- 夜の歌謡シリーズ 長崎ブルース（1969年、東映） - 萩京子 役
- 三匹の牝蜂 （1970年、東映） - 主演・美奈 役
- 座頭市あばれ火祭り （1970年、大映） - お喜代 役
- 大幹部 ケリをつけろ （1970年、日活） - 葉子 役
- 奇妙な仲間 おいろけ道中 （1970年、東宝） - 矢津子 役
- 経験 （1970年、東映） - 平松あき子 役
- 喜劇 トルコ風呂 王将戦 （1971年、東映） - 佐々木礼子 役
- 起きて転んでまた起きて（1971年、東宝） - 〆香 役
- 湯けむり110番 いるかの大将 （1972年、東宝） - 豆千代 役
- 喜劇 黄綬褒章 （1973年、東宝） - チエ 役
- 獄門島 （1977年、東宝） - 鬼頭早苗 役
- 柳生一族の陰謀 （1978年、東映） - 出雲の阿国 役
- 火の鳥 （1978年、東宝） - ヒナク 役
- 男はつらいよシリーズ （松竹）
  - 男はつらいよ 噂の寅次郎 （1978年） - 荒川早苗 役
  - 男はつらいよ 寅次郎真実一路 （1984年） - 富永ふじ子 役
- セカンド・ラブ （1983年、東映） - 日向一実 役
- 居酒屋兆治 （1983年、東宝） - 神谷さよ 役
- おはん （1984年、東宝） - おかよ 役
- 新・喜びも悲しみも幾歳月 （1986年、松竹） - 杉本朝子 役
- 源氏物語 （1987年、日本ヘラルド映画） - 藤壺の宮 役（声の出演）
- 勝利者たち（1992年、東宝） - 国友景子 役

### 舞台
- 男を金にする女（1991年、芸術座） - おとせ 役
- 品川心中 -白木屋お染-（1993年、日生劇場） - お染 役
- お夏狂乱（1994年、帝国劇場） - お夏 役
- 眠り人形（2003年、三越劇場）

### テレビアニメ
- ゴルゴ13（1971年、TBS）

### CM
- サントリー
  - レッド（1977年 - 1987年）[注釈 7] - 「少し愛して、なが〜く愛して」
  - オールド（1988 - 1990年）[注釈 7]
- ライオン油脂（ブルーダイヤ、1976年）
- ロート製薬（パンシロン、新・Vロート、V ロートクール）
- 住友生命（ザ・グレイト、1990年）
- エーザイ（サクロン）
- 東芝（洗濯機：シャーワーリンス銀河他、衣類乾燥機：ランドリエ）
- ヤマザキナビスコ（チップスター、ビスケット）
- 京セラ（ヤシカ）
- ホンダ イブ（スクーター）
- インターネット博覧会
- ポーラ化粧品 (エスティナ）
- 人形の東玉 (ひな人形、武将飾り）

## 音楽作品

### シングル
| #                    | 発売日         | 面 | タイトル             | 作詞       | 作曲       | 編曲     | 規格  | 規格品番  |
| -------------------- | -------------- | -- | -------------------- | ---------- | ---------- | -------- | ----- | --------- |
| ビクター・レコード   |                |    |                      |            |            |          |       |           |
| 1                    | 1968年 3月     | A  | ピーコック・ベイビー | 東大路千弘 | 小林亜星   | 小林亜星 | EP    | SV-1012   |
| 1                    | 1968年 3月     | B  | 顔を見ないで         | 山口あかり | 小林亜星   | 小林亜星 | EP    | SV-1012   |
| ワーナー・パイオニア |                |    |                      |            |            |          |       |           |
| 2                    | 1978年 4月     | A  | さりげなく悪いやつ   | 小林和子   | 滝川光一   | 竜崎孝路 | EP    | L-213     |
| 2                    | 1978年 4月     | B  | 待つことになれて     | りりィ     | りりィ     | 竜崎孝路 | EP    | L-213     |
| パイオニアLDC        |                |    |                      |            |            |          |       |           |
| 3                    | 1996年 4月10日 | A  | 背中から抱きしめて   | 秋元康     | 三木たかし | 船山基紀 | 8cmCD | PIDL-1179 |
| 3                    | 1996年 4月10日 | B  | 逢いたくなるの       | 秋元康     | 三木たかし | 船山基紀 | 8cmCD | PIDL-1179 |

### アルバム
| 発売日               | アルバム                 | 規格             | 規格品番         |
| テイチクレコード     | テイチクレコード         | テイチクレコード | テイチクレコード |
| -------------------- | ------------------------ | ---------------- | ---------------- |
| 1972年6月            | 港の演歌※ 台詞のみ参加。 | LP               | GW-6084          |
| ワーナー・パイオニア |                          |                  |                  |
| 1978年3月25日        | 愛のつづれ織り           | LP               | L-11002R         |

## 大原麗子を演じた女優
- 内山理名（女優 麗子〜炎のように、2013年3月6日、テレビ東京）[注釈 9]